# Zweden op het Eurovisiesongfestival 2014

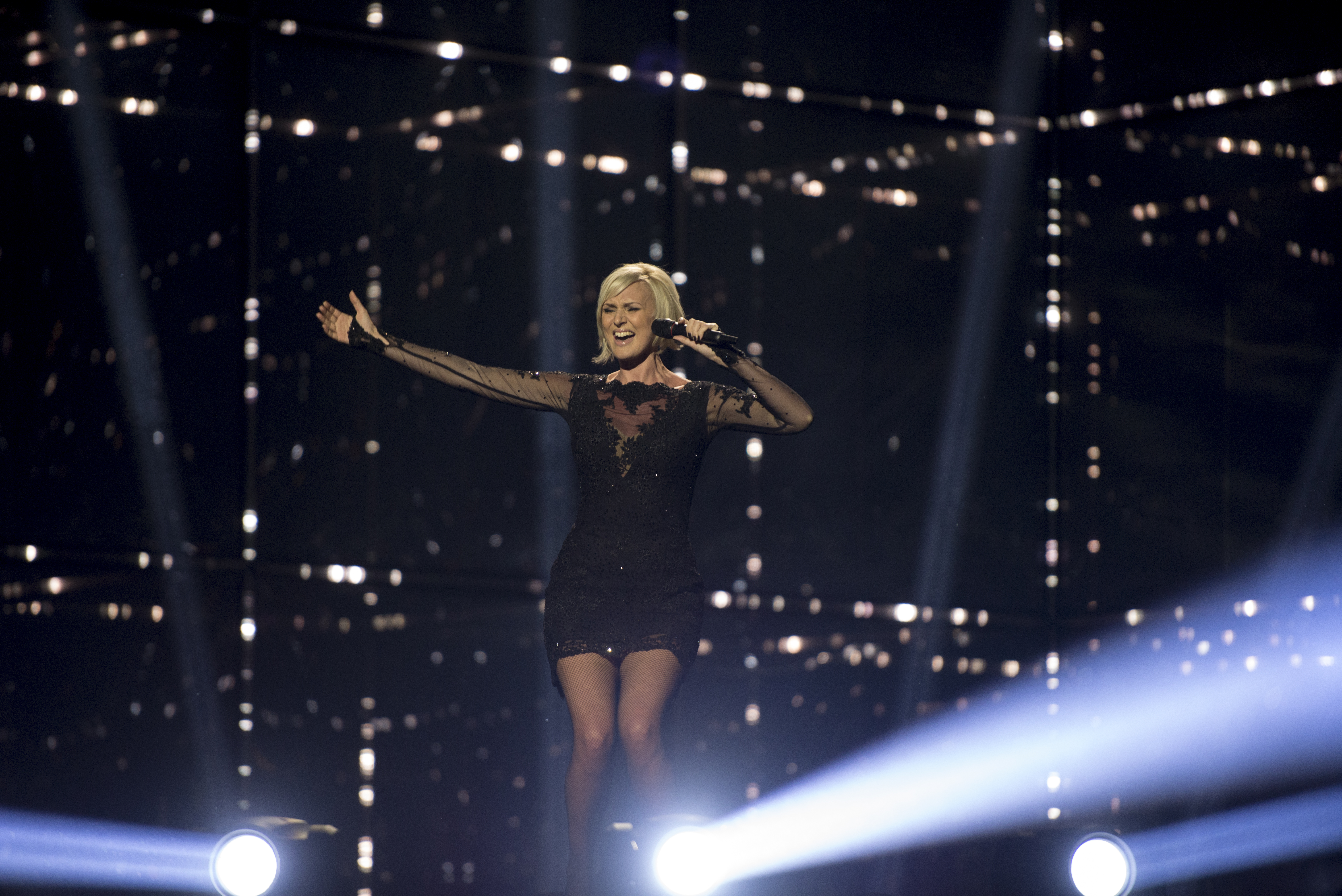
Sanna Nielsen eindigde namens Zweden op de derde plek in Kopenhagen

Zweden nam deel aan het Eurovisiesongfestival 2014 in Kopenhagen, Denemarken. Het was de 54ste deelname van het land op het Eurovisiesongfestival. SVT was verantwoordelijk voor de Zweedse bijdrage voor de editie van 2014.

## Selectieprocedure

### Format
De Zweedse bijdrage voor het Eurovisiesongfestival 2014 werd naar jaarlijkse traditie gekozen via Melodifestivalen, dat aan zijn 53ste editie toe was. Enkel de eerste Zweedse bijdrage voor het festival, in 1958, werd niet via de liedjeswedstrijd verkozen. Sveriges Television wijzigde het format amper in vergelijking met vorig jaar. 32 nummers werden vertolkt in de vier halve finales. Het publiek kon per halve finale via televoting twee liedjes doorsturen naar de finale. Na een eerste stemronde gingen de vijf met de meeste stemmen door naar de tweede stemronde zonder daarbij hun stemmen uit die ronde te verliezen. Na de tweede stemronde vloog de nummer 5 eruit; de nummers 3 en 4 gingen naar de tweedekansronde en de nummers 1 en 2 stootten rechtstreeks door naar de finale. In de tweedekansronde namen de acht kandidaten het tegen elkaar op in duels, tot er nog twee artiesten overbleven. Deze twee mochten ook door naar de finale. In de finale werden de internationale vakjury's geïntroduceerd, die 50 % van de stemmen bepaalden. De rest werd bepaald door het publiek.
Geïnteresseerden kregen van 27 augustus tot 10 september 2013 de tijd om een nummer in te zenden. Sveriges Television ontving in totaal 2.628 nummers, oftewel 79 meer dan een jaar eerder. Vijftien artiesten werden uit deze open selectieprocedure geselecteerd, aangevuld met zestien artiesten die op uitnodiging deelnamen en de winnaar van Svensktoppen Nästa, zijnde Eko.
Uiteindelijk wist Sanna Nielsen Melodifestivalen 2014 te winnen met het nummer Undo. In een spannende strijd met Ace Wilder haalde ze het met amper twee punten voorsprong. Voor Nielsen was het reeds haar zevende deelname aan Melodifestivalen, en haar eerste eindoverwinning.

### Presentatoren en locaties
Eind november werden de deelnemende acts bekendgemaakt. In diezelfde maand raakte ook bekend dat de presentatie van Melodifestivalen 2014 werd toevertrouwd aan Anders Jansson en Nour El Refai.
Het was de dertiende editie van Melodifestivalen sinds er geopteerd werd voor een nationale preselectie die over meerdere halve finales, een tweedekansronde en een grote finale loopt. Zoals steeds werd elke show in een andere stad georganiseerd. De finale werd traditiegetrouw gehouden in hoofdstad Stockholm, en voor de tweede keer op rij werd deze niet in de Ericsson Globe gehouden, maar in de Friends Arena, een nieuw voetbalstadion dat tijdens de finale plaats bood aan 30.000 toeschouwers. Hiermee was de finale van Melodifestivalen voor het tweede jaar op rij de grootste nationale finale, en ook weer groter dan het eigenlijke Eurovisiesongfestival.

### Schema
| Datum            | Stad         | Plaats                     | Ronde               |
| ---------------- | ------------ | -------------------------- | ------------------- |
| 1 februari 2014  | Malmö        | Malmö Arena                | Eerste halve finale |
| 8 februari 2014  | Linköping    | Cloetta Center             | Tweede halve finale |
| 15 februari 2014 | Göteborg     | Scandinavium               | Derde halve finale  |
| 22 februari 2014 | Örnsköldsvik | Fjällräven Center          | Vierde halve finale |
| 1 maart 2014     | Linköping    | Sparbanken Lidköping Arena | Tweedekansronde     |
| 8 maart 2014     | Stockholm    | Friends Arena              | Finale              |

## Melodifestivalen 2014

### Eerste halve finale
1 februari 2014
| Volgorde | Artiest            | Lied        |
| -------- | ------------------ | ----------- |
| 1        | Yohio              | To the end  |
| 2        | Mahan Moin         | Aleo        |
| 3        | Linus Svenning     | Bröder      |
| 4        | Elisa Lindström    | Casanova    |
| 5        | Alvaro Estrella    | Bedroom     |
| 6        | Ellen Benediktson  | Songbird    |
| 7        | Sylvester Schlegel | Bygdens son |
| 8        | Elena Paparizou    | Survivor    |

### Tweede halve finale
8 februari 2014
| Volgorde | Artiest             | Lied                 |
| -------- | ------------------- | -------------------- |
| 1        | JEM                 | Love trigger         |
| 2        | The Refreshments    | Hallelujah           |
| 3        | Manda               | Glow                 |
| 4        | Panetoz             | Efter solsken        |
| 5        | Pink Pistols        | I am somebody        |
| 6        | Sanna Nielsen       | Undo                 |
| 7        | Little Great Things | Set yourself free    |
| 8        | Martin Stenmarck    | När änglarna går hem |

### Derde halve finale
15 februari 2014
| Volgorde | Artiest                         | Lied               |
| -------- | ------------------------------- | ------------------ |
| 1        | Outtrigger                      | Echo               |
| 2        | Eko                             | Red                |
| 3        | Oscar Zia                       | Yes we can         |
| 4        | Shirley Clamp                   | Burning alive      |
| 5        | State of Drama                  | All we are         |
| 6        | Cajsa Stina Åkerström           | En enkel sång      |
| 7        | Ace Wilder                      | Busy doin’ nothin’ |
| 8        | Dr. Alban feat. Jessica Folcker | Around the world   |

### Vierde halve finale
22 februari 2014
| Volgorde | Artiest         | Lied                  |
| -------- | --------------- | --------------------- |
| 1        | Alcazar         | Blame it on the disco |
| 2        | IDA             | Fight me if you dare  |
| 3        | Janet Leon      | Hollow                |
| 4        | Ammotrack       | Raise your hands      |
| 5        | Josef Johansson | Hela natten           |
| 6        | Linda Bengtzing | Ta mig                |
| 7        | Ellinore Holmer | En himmelsk sång      |
| 8        | Anton Ewald     | Natural               |

### Tweedekansronde
1 maart 2014
| Volgorde | Artiest          | Lied                 |
| -------- | ---------------- | -------------------- |
| 1        | Ammotrack        | Raise your hands     |
| 2        | Linus Svenning   | Bröder               |
| 3        | JEM              | Love trigger         |
| 4        | State of Drama   | All we are           |
| 5        | Ellinore Holmer  | En himmelsk sång     |
| 6        | Martin Stenmarck | När änglarna går hem |
| 7        | Elena Paparizou  | Survivor             |
| 8        | Outtrigger       | Echo                 |

| Eerste duel |                            |         |
|             |                            |         |
| 1           | Outtrigger - Echo          | 51.627  |
| 2           | Elena Paparizou - Survivor | 123.859 |

| Tweede duel |                                         |        |
|             |                                         |        |
| 1           | Linus Svenning - Bröder                 | 77.706 |
| 2           | Martin Stenmarck - När änglarna går hem | 71.844 |

### Finale
8 maart 2014
| Plaats | Artiest           | Lied                  | Jury | Publiek | Totaal |
| ------ | ----------------- | --------------------- | ---- | ------- | ------ |
| 1      | Sanna Nielsen     | Undo                  | 90   | 122     | 212    |
| 2      | Ace Wilder        | Busy doin’ nothin’    | 97   | 113     | 210    |
| 3      | Alcazar           | Blame it on the disco | 62   | 48      | 110    |
| 4      | Elena Paparizou   | Survivor              | 57   | 27      | 84     |
| 5      | Linus Svenning    | Bröder                | 46   | 37      | 83     |
| 6      | Yohio             | To the end            | 39   | 43      | 82     |
| 7      | Ellen Benediktson | Songbird              | 31   | 30      | 61     |
| 8      | Oscar Zia         | Yes we can            | 32   | 21      | 53     |
| 9      | Panetoz           | Efter solsken         | 15   | 18      | 33     |
| 10     | Anton Ewald       | Natural               | 4    | 14      | 18     |

## In Kopenhagen
Op 24 november 2013 werd beslist dat Zweden en Noorwegen elk in één halve finale werden geplaatst, en dit om te vermijden dat er een te grote vraag naar tickets zou ontstaan indien beide landen in dezelfde halve finale zouden zitten. Zweden werd ingedeeld in de eerste halve finale, op dinsdag 6 mei 2014. Sanna Nielsen trad als vierde van zestien acts aan, na Tanja uit Estland en gevolgd door Pollapönk uit IJsland. Bij het openen van de enveloppen bleek dat Zweden zich had weten te plaatsen voor de finale. Na afloop van de finale werd duidelijk dat Sanna Nielsen op de tweede plaats was geëindigd in de eerste halve finale, met 131 punten. Zweden kreeg het maximum van twaalf punten van één land, met name Spanje.
In de finale trad Sanna Nielsen als dertiende van 26 acts aan, net na Elaiza uit Duitsland en gevolgd door Twin Twin uit Frankrijk. Aan het einde van de puntentelling stond Zweden op de derde plaats, met 218 punten. Zweden kreeg het maximum van de punten van Denemarken, Oekraïne en Roemenië.

## Punten

### Punten gegeven aan Zweden
| 12 punten    | 10 punten                                                | 8 punten                                  | 7 punten  | 6 punten                        |
| ------------ | -------------------------------------------------------- | ----------------------------------------- | --------- | ------------------------------- |
| - Spanje     | - Denemarken - Hongarije - IJsland - Moldavië - Oekraïne | - België - Letland - Portugal - Nederland | - Estland | - Albanië - Frankrijk - Rusland |
| 5 punten     | 4 punten                                                 | 3 punten                                  | 2 punten  | 1 punt                          |
| - Montenegro | - Armenië                                                | - San Marino                              |           |                                 |

| 12 punten                          | 10 punten                                                   | 8 punten                                                            | 7 punten                                                     | 6 punten                              |
| ---------------------------------- | ----------------------------------------------------------- | ------------------------------------------------------------------- | ------------------------------------------------------------ | ------------------------------------- |
| - Denemarken - Roemenië - Oekraïne | - België - Estland - Finland - Israël - San Marino - Spanje | - Hongarije - Letland - Noorwegen - Portugal - Slovenië - Nederland | - Albanië - IJsland - Litouwen - Malta - Verenigd Koninkrijk | - Oostenrijk - Moldavië - Zwitserland |
| 5 punten                           | 4 punten                                                    | 3 punten                                                            | 2 punten                                                     | 1 punt                                |
|                                    | - Frankrijk - Ierland - Polen                               | - Montenegro                                                        | - Georgië - Griekenland - Rusland                            |                                       |

### Punten gegeven door Zweden

#### Eerste halve finale
Punten gegeven door Zweden in de eerste halve finale
| Punten    | Land       |
| --------- | ---------- |
| 12 punten | Nederland  |
| 10 punten | Hongarije  |
| 8 punten  | Armenië    |
| 7 punten  | IJsland    |
| 6 punten  | Oekraïne   |
| 5 punten  | Estland    |
| 4 punten  | Portugal   |
| 3 punten  | Montenegro |
| 2 punten  | Rusland    |
| 1 punt    | Letland    |

#### Finale
Punten gegeven door Zweden in de finale
| 12 punten | Oostenrijk |
| 10 punten | Nederland  |
| 8 punten  | Denemarken |
| 7 punten  | Hongarije  |
| 6 punten  | Finland    |
| 5 punten  | Armenië    |
| 4 punten  | IJsland    |
| 3 punten  | Noorwegen  |
| 2 punten  | Polen      |
| 1 punt    | Frankrijk  |